# Dirt 3
 Dirt 3 (estilitzat com a DiRT 3) és un videojoc de curses desenvolupat i publicat per Codemasters per a Microsoft Windows, PlayStation 3 i Xbox 360. És el vuitè joc de la saga Colin McRae Rally.
Al setembre de 2011, es va informar que un problema de seguretat de xarxa en el lloc web d'una promoció d'AMD havia resultat en la pèrdua de 3 milions de claus de Dirt 3 al públic per al seu ús a través de la plataforma Steam que després es van publicar a diversos llocs web d'Internet.

## Jugabilitat

Vista en cabina

El mode principal tracta que els jugadors guanyin punts de reputació en diversos esdeveniments per obtenir l'interès dels patrocinadors que els proporcionen nous vehicles. Els flashbacks venen de Colin McRae: Dirt 2, que es poden utilitzar fins a cinc vegades en qualsevol dificultat, però s'utilitzen punts de reputació més costosos. Un nou mode gimcana posa els jugadors en curses d'obstacles, desafiant-los a realitzar diversos trucs per guanyar punts. Per destacar en el joc hi ha diversos modes de festa, que inclouen esdeveniments com ara esclatar objectes de fusta ("Invasion"), estendre una infecció zombi ("Outbreak"), i un mode semblant al de capturar la bandera ("Transporter").
Altres funcions noves inclouen un mode Hardcore que limita els jugadors a la vista de la cabina (coneguda com a "head cam") sense assistència de conducció, l'aparició de la pluja i la neu, i la possibilitat de penjar clips de reproducció directament a YouTube.

## Rebuda
IGN va donar al joc una puntuació de 8,5 i un premi d'Editor's Choice, elogiant el joc i la funcionalitat en línia mentre criticava algunes de les opcions de disseny. GameTrailers va donar al joc una puntuació de 9,2 elogiant el joc i la presentació, tot i criticar els límits de la funcionalitat de YouTube. GamesRadar va donar al joc una puntuació de 9/10, elogiant la seva impecable jugabilitat tot i observant una presentació d'estructura lleugerament inferior en comparació amb el joc anterior. Official Xbox Magazine va donar al joc una puntuació de 8.5 /10, amb un impressionant disseny de cotxes i maneig suau, tot criticant la manca de dinamisme a les superfícies i les seves pobres característiques socials.
Després d'informes de que la versió per a PC del joc no es podia reproduir a causa de la dependència del joc en l'actual programari inactiu de Games for Windows – Live, un portaveu de Codemasters va emetre una declaració a la comunitat Steam el gener de 2014 que va declarar que Codemasters estava en procés d'eliminar Games for Windows – Live del joc, i anunciaria la finalització de la tasca en una data posterior. L'1 d'abril de 2015, el treball va ser completat i el GFWL va ser eliminat del joc.
El joc va ser un dels jocs de novembre de 2015 amb jocs gratuïts tipus Gold, el primer de la promoció a ser jugable a Xbox One a través de la retrocompatibilitat.
L'11 de novembre de 2016, DiRT 3: Complete Edition va aparèixer en una promoció de Humble Bundle on s'oferien claus gratuïtes de Steam, causant un augment de popularitat. Mods com ara ACAT (Any Car, Any Track) van augmentar la popularitat des del llançament del joc, però actualment la comunitat modding és inexistent.

## Complete Edition
Es va anunciar una edició 'Complete Edition' del joc per Codemasters el 9 de febrer de 2012, amb un tràiler llançat a YouTube el 8 de març de 2012. El joc i els seus DLC associats empaquetats junts, aquesta edició completa afegeix diverses pistes i vehicles. Es va estrenar el divendres 9 de març a Europa i el 20 de març a Amèrica del Nord. El 8 de gener de 2015, Feral Interactive va anunciar la Complete Edition per a Mac OS X. El 13 de gener de 2015, Justbiglee, un Community Manager en fòrums de Steam, va confirmar que tots els propietaris existents de Dirt 3 de Steam obtindran gratuïtament l'edició completa del joc. Dirt 3: Complete Edition va ser llançat per a OS X a través de Feral Interactive el 29 de gener de 2015. L'1 d'abril de 2015, la versió sense GFWL del DiRT 3 Complete Edition va ser estrenat a Steam per a PC. La Complete Edition va ser eliminat del mercat de Steam a principis de 2017, probablement a causa del venciment de les llicències per als cotxes.